# Rémi Brague
Rémi Brague, francoski filozof in zgodovinar filozofije, * 8. september 1947, Pariz, Francija.
Znan je postal po svojem delu Evropa, rimska pot, objavljenem leta 1992, ter po svojih esejih o krščanski religiji. Njegove trenutne raziskave se osredotočajo na dolgo zgodovino idej in primerjavo med krščanstvom, judovstvom in islamom. Je član Francoskega inštituta.

## Biografija

### Mladost in izobrazba
Rémi Brague je izgubil očeta pri enem letu. Ubit je bil med vojna v Indokini.
Leta 1967 je bil študent na École Normale Supérieure, leta 1971 pa je napravil agregacijo iz filozofije. Leta 1976 je zagovarjal svojo doktorsko disertacijo pod mentorstvom Pierrea Aubenqua. Leta 1986 je zagovarjal državno disertacijo pod mentorstvom istega profesorja.
Bil je štipendist fundacije Alexander-von-Humboldt, Thomas Institut na Univerzi v Kölnu v letih 1987-1988.

### Kariera
Je strokovnjak za arabsko in judovsko srednjeveško filozofijo ter poznavalec starogrške filozofije. Poučuje grško in arabsko filozofijo.
Je zaslužni profesor na Univerzi Paris 1 Panthéon-Sorbonne. Do leta 2012 je poučeval tudi filozofijo evropskih religij na univerzi Ludwiga Maximiliana v Münchnu, kjer še vedno zaseda katedro Romano Guardini. Bil je tudi gostujoči profesor na univerzi v Bostonu (ZDA).
Aprila 2011 je razpravljal z antropologom religij Malekom Chebelom na konferenci, ki jo je organiziral Institut d'études politiques o zgodovini dialoga med krščanstvom in islamom.
V letu 2014 je bil nosilec katedre Étienne Gilson.

### Članstvo v akademijah
Leta 2009 je Rémi Brague postal član Francoske katoliške akademije.
Je član Evropske akademije znanosti in umetnosti, Akademije moralnih in političnih znanosti, izvoljen 7. decembra 2009 na sedež Jean-Marieja Zemba., ter dopisni član Akademije znanosti v Göttingenu
Danes je član svetovnega sveta inštituta Thomasa Morea.

## Dela
Njegovo raziskovalno področje je zelo široko: čeprav je uradno specialist za srednjeveško judovsko in arabsko filozofijo, je najprej poučeval grško filozofijo; sprva Platona, nato Aristotela. Njegova teza tretjega cikla je obravnavala Platonovega Menona (objavljena pod naslovom Le Remnant). Državna doktorska disertacija pa je študija o pojmu sveta pri Aristotelu. Kasneje se je njegovo raziskovanje usmerilo na arabski, judovski in latinski srednji vek. Objavil je dela o svetem Bernardu, Raziju in Maimonidu . Rémi Brague je tudi komentator del Heideggerja in specialist za Lea Straussa.
Knjiga, s katero je presegel okvir kabinetne filozofije, je Evropa, rimska pot. Prevedena je v več jezikov. Njegovo trenutno delo se razvija po analogiji s triptihom. Najprej obravnava pojem sveta (La Sagesse du monde), nato zgodovinsko predstavitev Božje postave (la Loi de Dieu) in naposled načine (Le Règne de l'homme), kako se je človek poskušal emancipirati od narave in Boga. 
V zadnjem času je izdal še knjigo Vsakomur po svojih potrebah, Mala razprava o božji ekonomiji. Sodeloval je v zborniku: Rešiti?.

## Priznanja

### Odlikovanja
- Vitez legije časti[14]
- Vitez reda akademskih palm[6]
- Častnik državnega reda za zasluge[6]

### Narade
- Reinachova nagrada Združenja za grške študije, 1988[6]
- Bronasta medalja CNRS, 1988
- Grammaticakis-Neumannova nagrada Akademije moralnih in političnih znanosti, 1988
- Alexandre-Papadopoulo nagrada Akademije moralnih in političnih znanosti, 1999
- Nagrada Lucien-Dupont Akademije moralnih in političnih znanosti, 2005[6]
- Nagrada Basilicata, 2008[15]
- Nagrada Josefa Pieperja, 2009
- Velika nagrada za filozofijo Francoske akademije, 2009[16]
- Ratzingerjeva nagrada 19. oktober 2012[17]

### Častnidoktorati
- Častni doktorat Papeške univerze Janeza Pavla II. v Krakovu[6]
- Častni doktor Univerze CEU San Pablo[6]